# Gerhart Lampa

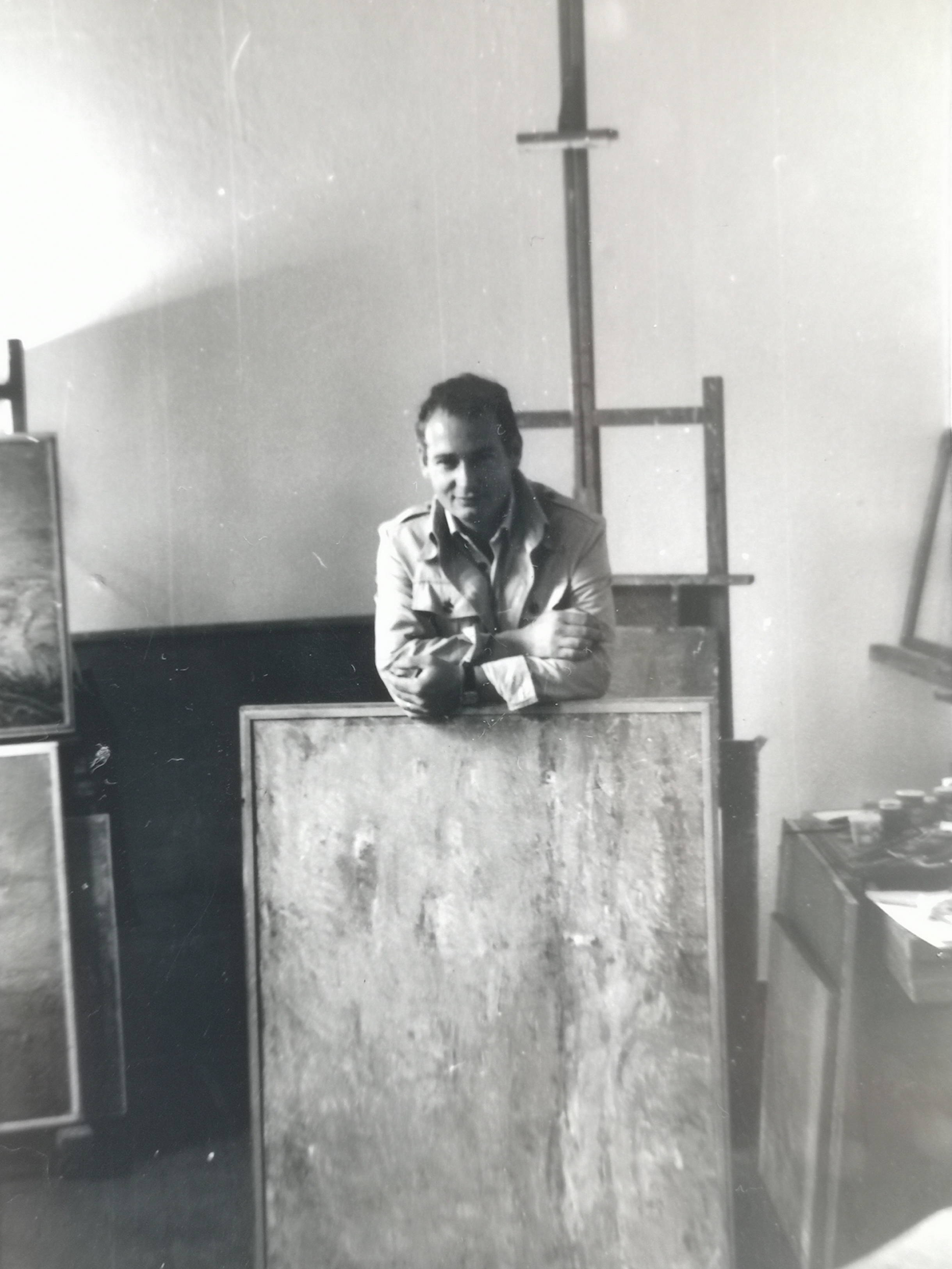
Gerhart Lampa in seinem Atelier 1970

Gerhart Lampa (* 11. August 1940 in Magdeburg; † 6. Januar 2010) war ein deutscher Maler und Grafiker.

## Leben
Lampa wuchs in Rogätz auf. Nach der Schule folgte eine Berufsausbildung für ein Jahr als Lithograf in Leipzig, danach als Gebrauchswerber in Magdeburg. 1959 leistete er Militärdienst an der Offiziersschule Kamenz. Von 1960 bis 1963 war er Autokranfahrer in Schwarze Pumpe und wirkte dort am Arbeitertheater als Bühnenbildner. In dieser Zeit hatte er Kontakt zu Brigitte Reimann sowie zu den Malern Dieter Dressler und Kurt Heinz Sieger, der auf Gerhart Lampa prägenden Einfluss hatte. Von 1966 bis 1970 studiert Lampa an der Pädagogischen Hochschule Dresden Kunsterziehung/Germanistik. Von 1970 bis 1980 war er als Nachfolger von Günther Wendt Direktor des Kreisheimatmuseums Senftenberg. In dieser Zeit absolvierte er ein Fernstudium der Geschichte an der Humboldt-Universität Berlin. Die Malerei blieb sein Lebensmittelpunkt.
Mit den Bildhauern Jürgen von Woyski und Ernst Sauer, den Malern Günther Friedrich, Günther Rechn, Eckhard Böttger, Elke und Paul Böckelmann verband ihn kollegiale Freundschaft.
Zwischen 1980 und 1990 war er freischaffender Künstler und künstlerischer Leiter des Internationalen Energiepleinairs. Über 100 Kunstausstellungen zeugen von seinem aktiven Schaffen. Von 1975 bis 1990 war er Mitglied im Verband Bildender Künstler der DDR, von 1985 bis 1990 als Leiter der Sektion Maler und Mitglied des Vorstandes. Im Jahr 1982 war er Gründungsmitglied des Arbeitskreises Bildende Kunst im Kulturbund Bezirk Cottbus. 1990 wurde Lampa mit dem Carl-Blechen-Preis 1. Klasse ausgezeichnet. Er war ab 1990 Mitglied des Brandenburgischen (BVBK) und des Bundesverbands Bildender Künstlerinnen und Künstler (BBK). Von 1991 bis 2002 arbeitete er am Theater „Neue Bühne“ Senftenberg als Malsaalvorstand.

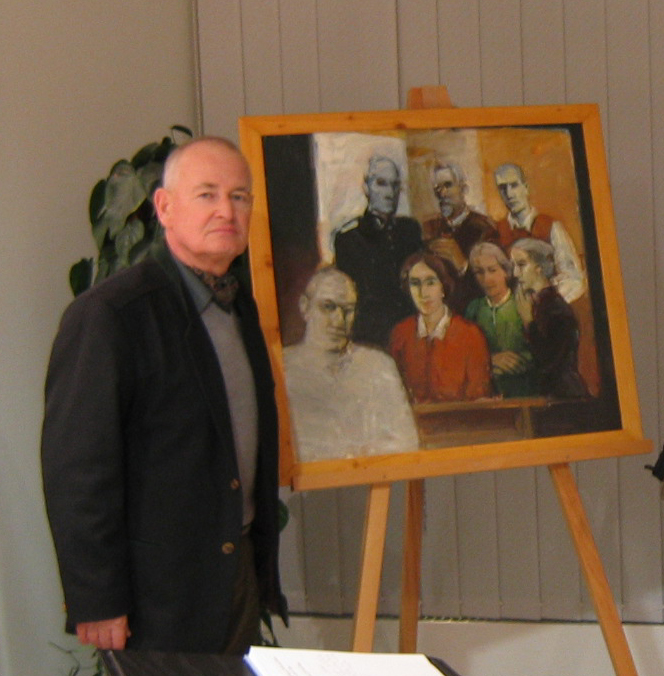
Gerhart Lampa vor einem Gemälde seiner Familie

Seit 1994 beschäftigte sich Lampa mit der Realisierung verschiedener Gestaltungsprojekte mit Findlingen im Außenbereich. So gestaltete er für die Bundesgartenschau in Cottbus die Stahl-Stein-Skulptur „Steinfalle“ und andere Steinsetzungen im Zuge der Umsiedlung von Ortschaften infolge des Braunkohleabbaus. 1999 schuf er den Lebenskreis im Innenhof des Klinikums Niederlausitz in Senftenberg, einen Steinkreis, der die Stationen des Lebens darstellt. Der Steinkreis befindet sich jetzt an der Dorothea-Erxleben-Straße im Außenbereich des Klinikums.
Seit 1995 hatte er einen Lehrauftrag für Gestaltung im Bereich Architektur/Cottbus an der Fachhochschule Lausitz inne. 2002 wurde er zum Honorarprofessur an der FHS Senftenberg berufen und lehrte im Lehrbereich Grundlagen der Gestaltung/Screendesign.
Lampa starb nach langer Krankheit.

## Ausstellungen (unvollständig)
Berlin, Bergisch Gladbach, Bernkastel-Kues, Calau, Cottbus, Grosseto/Italien (mit Hanspeter Bethke und Günther Rechn), Elsterwerda, Eppelborn (mit Eckhard Böttger und Dieter Claußnitzer), Erfurt, Finsterwalde, Guben, Hildesheim (mit Eckhard Böttger und Dieter Claußnitzer), Hoyerswerda, Köln, Magdeburg, München (mit Eckhard Böttger und Dieter Claußnitzer), Püttlingen, Schwarzheide, Senftenberg, Stralsund, Weimar

### Teilnahme an zentralen und wichtigen regionalen Ausstellungen in der DDR
- 1977 und 1983: Leipzig, Messehaus am Markt („Kunst und Sport“)
- 1979 und 1984: Cottbus, Bezirkskunstausstellungen
- 1982: Cottbus, Kunstsammlung Cottbus („Aspekte Cottbuser Kunst“)
- 1986: Cottbus, Staatliche Kunstsammlung („Soldaten des Volkes - dem Frieden verpflichtet. Kunstausstellung zum 30. Jahrestag der Nationalen Volksarmee.“)
- 1986: Cottbus, Staatliche Kunstsammlungen („Bekenntnis und Tat“)
- 1986/1987: Suhl („Das sicher sei, was uns lieb ist“. Ausstellung zum 40. Jahrestag der Gründung der Grenztruppen der DDR)
- 1987/1988: Dresden, X. Kunstausstellung der DDR